# اختطاف ملاري
اختطاف ملاري في 1 يناير 2015 اختطفت جماعة بوكو حرام، وهي منظمة إسلامية جهادية مقرها شمال شرق نيجيريا، حوالي 40 طفلًا وشابًا من قرية ملاري في ولاية برنو شمال شرق نيجيريا.